# Stihl

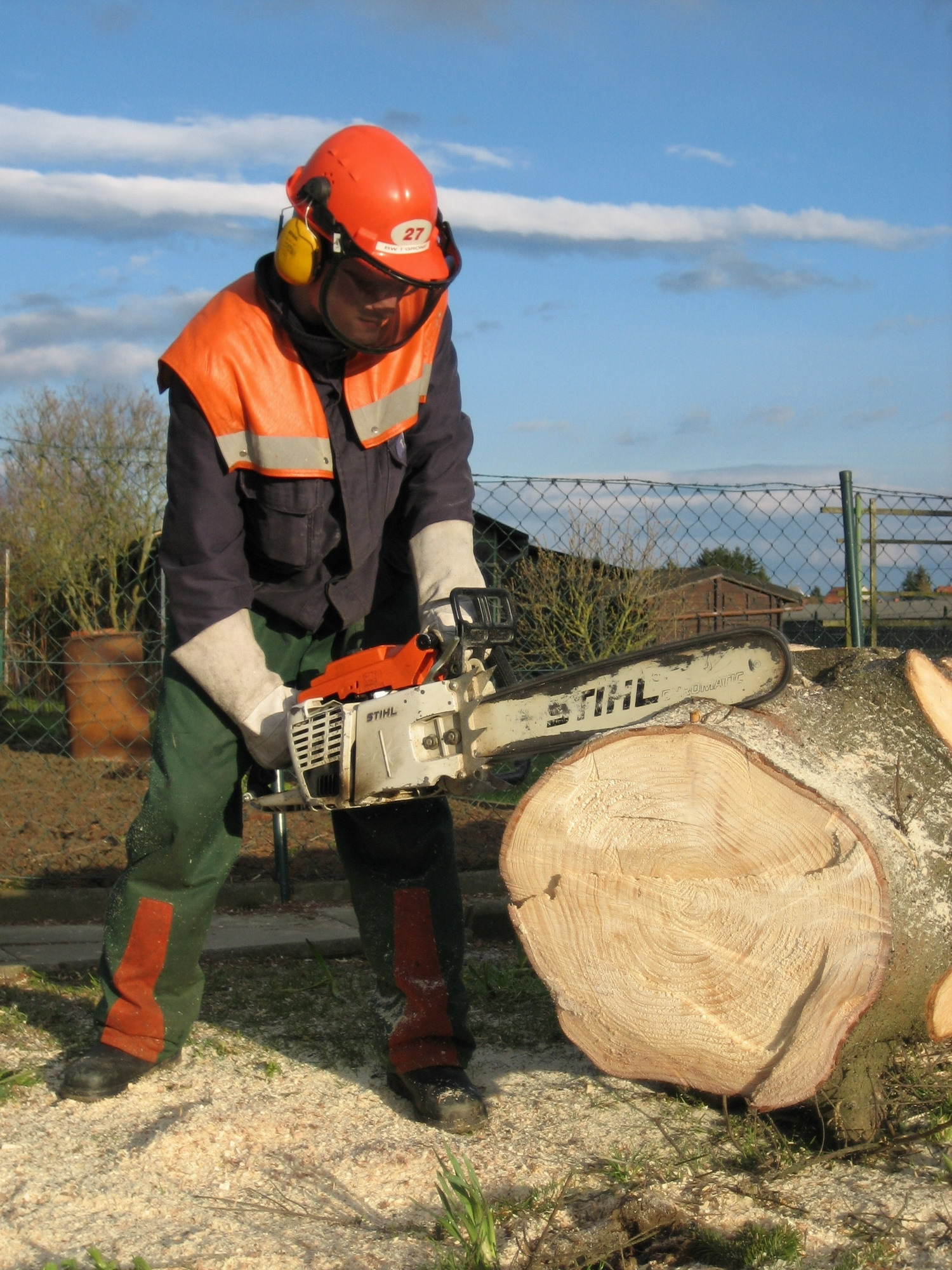
Stihlmotorsåg i bruk.

Andreas Stihl AG & CO. KG är ett tyskt företag som tillverkar motorsågar. Det har sitt huvudkontor i Waiblingen i Schwaben i Tyskland

## Historik
Stihl grundades i Cannstatt utanför Stuttgart 1926 av Andreas Stihl. Den första kedjesågen med elektrisk motor tillverkades. 1929 lanserades Typ A, den första motordrivna motorsågen från bolaget. 1931 exporterades de första motorsågarna till Amerika och Ryssland Firman Defries i Milano blir Stihls första internationella återförsäljare 1932.
Efter andra världskriget utvecklade företaget lättare enmansmotorsågar med en stor framgång i modellen Contra som kom lanserades 1959. Bolaget fick nu stora försäljningsframgångar och uppnådde 1971 en årsproduktion på 340 000 enheter och var därmed världens största motorsågsproducent. 
Stihl tillverkar idag ett brett sortiment av skogs och trädgårdsmaskiner. År 2018 hade Stihl mer än 17000 anställda och Stihl är det mest sålda motorsågsmärket i världen med ett distributionsnät med mer än 50 000 återförsäljare i över 160 länder.

## Sverige
Stihl har sedan 1987 ett dotterbolag i Sverige som distribuerar Stihls produkter i Sverige, Norge, Danmark och Finland.

## Priser och utmärkelser
- 1983 – Stihl tilldelades Tyska marknadsföringspriset av det tyska marknadsföringsrådet.
- 1985 – Stihl mottog det tyska logistik-priset från det federala logistikrådet för sin logistikorganisation.